# 库万
库万（法語：Couvin，法語發音：[kuvɛ̃] ⓘ）是比利时瓦隆大区那慕爾省菲利普维尔区的一座城市，西接埃諾省，南与法国接壤，通行法语，是比利时法语社群的一部分，面积206.93平方千米，人口13,782人（2018年1月1日）。

## 友好城市
- 法國 蒙巴尔